# Paul Keita
Paul Fadiala Keita (Dakar, 1992. június 23. –) szenegáli labdarúgó.

## Pályafutása
A szenegáli AS Douanes és a portugál SL Benfica csapatánál nevelkedő Keita az akkor a görög másodosztályban szereplő PASZ Jáninanál kezdte felnőtt pályafutását 2010-ben. 2010. október 11-én mutatkozott be a csapatban a Pierikosz FC elleni 3–1-re megnyert bajnokin.  Idővel alapemberré nőtte ki magát klubjában, 29 bajnokin segítette az élvonalba jutó csapatát. A 2012–13-as szezonban csak kilenc alkalommal volt kezdő a Superleague-ben, de így is pályára lépett 24 bajnokin. A következő idényben csak kiegészítő szerepet kapott, így a szintén első osztályú AÉL Kaloníszhoz igazolt, ahol első fél évében 12 bajnokin kapott lehetőséget. 2016. január 16-án két és fél éves szerződést írt alá az Atrómitosszal, de 2017 tavaszán rövid ideig szerepelt a Kérkirában is. 2017. június 23-án három évre aláírt az NB I-es Mezőkövesdi SE-hez.
2018. április 13-án a belga Waasland-Beveren három évre szerződtette.

## Statisztika
2016. október 29-én frissítve.
| Klub           | Szezon         | Bajnokság          | Bajnokság     | Bajnokság | Kupa          | Kupa  | Ligakupa      | Ligakupa | Nemzetközi kupa | Nemzetközi kupa | Összesen      | Összesen |
| Klub           | Szezon         | Bajnokság          | Pályára lépés | Gólok     | Pályára lépés | Gólok | Pályára lépés | Gólok    | Pályára lépés   | Gólok           | Pályára lépés | Gólok    |
| -------------- | -------------- | ------------------ | ------------- | --------- | ------------- | ----- | ------------- | -------- | --------------- | --------------- | ------------- | -------- |
| PASZ Jánina    | 2010–11        | Görög másodosztály | 29            | 0         | 2             | 0     | —             | —        | —               | —               | 31            | 0        |
| PASZ Jánina    | 2011–12        | Superleague        | 6             | 0         | 1             | 0     | —             | —        | —               | —               | 7             | 0        |
| PASZ Jánina    | 2012–13        | Superleague        | 24            | 0         | 5             | 0     | —             | —        | —               | —               | 29            | 0        |
| PASZ Jánina    | 2013–14        | Superleague        | 9             | 0         | 2             | 0     | —             | —        | —               | —               | 11            | 0        |
| PASZ Jánina    | Összesen       | Összesen           | 68            | 0         | 10            | 0     | —             | —        | —               | —               | 78            | 0        |
| AÉL Kalonísz   | 2013–14        | Superleague        | 12            | 1         | 1             | 0     | –             | –        | –               | –               | 13            | 1        |
| AÉL Kalonísz   | 2014–15        | Superleague        | 28            | 1         | 1             | 0     | –             | –        | –               | –               | 29            | 1        |
| AÉL Kalonísz   | 2015–16        | Superleague        | 13            | 0         | 1             | 0     | –             | –        | –               | –               | 14            | 0        |
| AÉL Kalonísz   | Összesen       | Összesen           | 53            | 2         | 3             | 0     | –             | –        | –               | –               | 56            | 2        |
| Kérkira        | 2015–16        | SuperLeague        | 9             | 0         | 0             | 0     | –             | –        | –               | –               | 9             | 0        |
| Kérkira        | 2016–17        | Superleague        | 5             | 0         | 0             | 0     | –             | –        | –               | –               | 5             | 0        |
| Kérkira        | Összesen       | Összesen           | 14            | 0         | 0             | 0     | –             | –        | –               | –               | 14            | 0        |
| Karrier összes | Karrier összes | Karrier összes     | 135           | 2         | 13            | 0     | –             | –        | –               | –               | 148           | 2        |